# 꿈꾸는 카메라 - 사창가에서 태어나
꿈꾸는 카메라 - 사창가에서 태어나(Born Into Brothels: Calcutta's Red Light Kids)는 미국에서 제작된 자나 브리스키, 로스 카우프만 감독의 2004년 다큐멘터리 영화이다. 자나 브리스키 등이 제작에 참여하였다.